# UTC-00:44
UTC-00:44 – dawna strefa czasowa, znana też jako Liberian Time lub Monrovia Mean Time, obowiązująca w Liberii do 30 kwietnia 1972 roku, odpowiadająca czasowi słonecznemu południka 11°7'30"W (dokładnie UTC-0:44:30).
Od 1 maja 1972 roku w Liberii obowiązuje czas UTC+0:00.